# Ушак (вилајет)
Ушак (тур. Uşak ili) је вилајет у западној Турској. Суседни вилајети су Маниса на западу, Денизли на југу, Афјонкарахисар на истоку и Китахија на северу. Престоница вилајета је град Ушак. Захвата површину од 5,341 km² и ту живи 335,860 становника (2009. процена). Популација је била 322,313 у години 2000. години (338,019 у 2010.). Густина насељености износи 63.3 ст./km².

## Окрузи
Вилајет Ушак је подељен на 6 округа (престоница је подебљана):
- Баназ
- Ешме
- Карахали
- Сивасли
- Улубеј
- Ушак

## Галерија
- Мост Џландирас близу Карахалија